# Styggtann
 Der er for få eller ingen kildehenvisninger i denne artikel, hvilket er et problem. Du kan hjælpe ved at angive troværdige kilder til de påstande, som fremføres i artiklen.

Stygtann (født i 1970'erne i Norge) er en norsk-dansk undergrunds-rapper, der er mest kendt for sin optræden på Jokerens single Sulten på hans album Alpha Han fra 2003.
Stygtann er født og opvokset i Norge, men på grund af et slemt stofmisbrug, besluttede han sig for at flygte fra landet og starte på en frisk med at rappe i Danmark.
Han flyttede til Christianshavn hvor han personligt langsomt lærte Jokeren at kende, og de begyndte efterhånden at snakke om at udgive noget sammen. Da Stygtann kom op med en personlig tekst om sin triste fortid, endte de med at lave singlen Sulten sammen.
Han er hverken særlig kommerciel eller specielt omtalt i offentligheden, men har mange gange stillet op i MC's Fight Night og kom i finalerunden i 2002 og 2003.